# Christophe Plantin

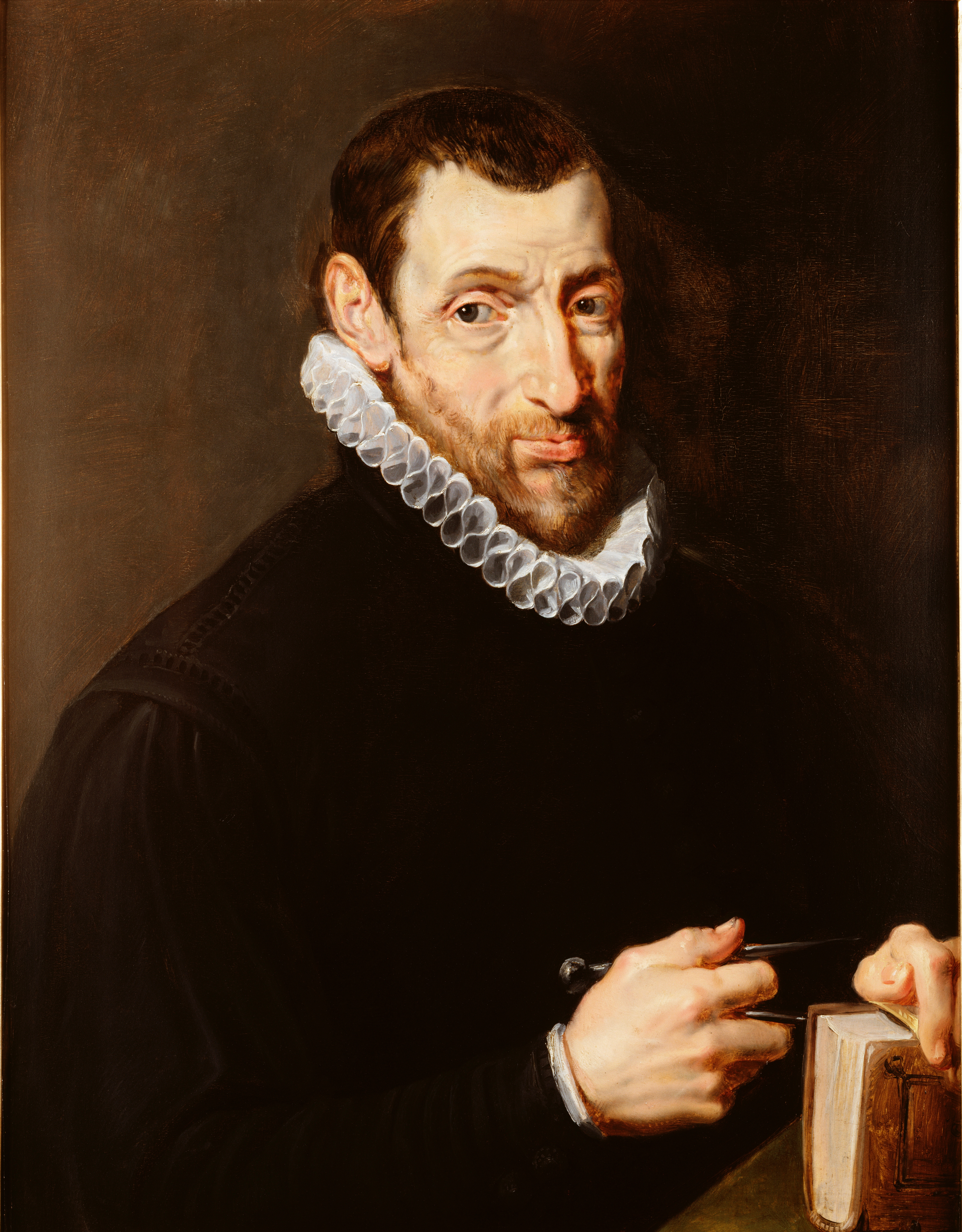
Christophe Plantin, portret Rubensa

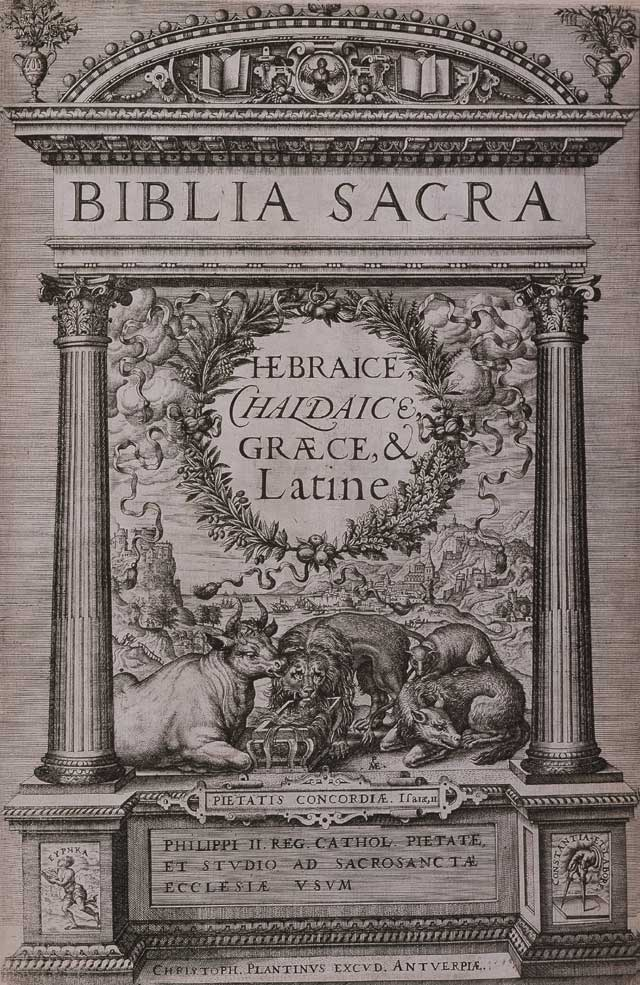
Strona tytułowa Poligloty antwerpskiej z pięknymi Frontyspisami.

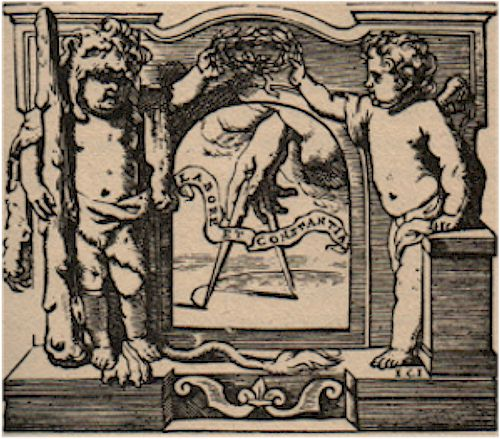
Sygnet oficyny Plantina

Christophe Plantin (ur. między 1514 a 1520, zm. 1589) – niderlandzki drukarz odrodzenia, księgarz i introligator.
Urodził się we Francji w okolicy Tours. Studiował w Paryżu, a po krótkim stażu rzemieślniczym przeprowadził się do Antwerpii. W 1549 roku założył w Antwerpii introligatornię i księgarnię, a w 1555, z powodu doznania trwałego uszczerbku na zdrowiu podczas napadu na jego dom, założył oficynę wydawniczą znaną jako Officina Plantiniana. Zaczął drukować literaturę klasyczną w małych formatach, francuską poezję, a w latach późniejszych dzieła teologiczne i księgi liturgiczne. Po wydaniu Poligloty antwerpskiej wdał się w zatarg z cenzurą i wyjechał do Paryża. Wojenne działania i zajęcie Antwerpii przez Hiszpanów zmusiły Plantina do przeniesienia się do Lejdy. Po zajęciu rodzinnego miasta przez Aleksandra Farnese powrócił do miasta, gdzie w 1589 roku zmarł.

## Działalność drukarska
W 1562 roku z powodu drukowania heretyckich pamfletów, nakład drukarni został zajęty i sprzedany. Plantin na krótko wyjechał do Paryża, by następnie odzyskać stracone wyposażenie. W 1563 roku związał się z drukarzem Danielem Bombergiem, który dostarczył mu hebrajskie czcionki. Jego druki wyróżniały się wysoką jakością techniczną oraz bogatymi zdobieniami. Przeważnie wykorzystywał antykwę Garamonda, a w druku w języku flamandzkim kursywy civilie Roberta Granjona. Na szeroką skalę wykorzystywał ilustracje drzeworytowe i miedziorytowe w wydawanych przez siebie dziełach. Zwłaszcza propagowaniem ilustracji miedziorytowej przyczynił się do rozpowszechnienia tej metody ilustrowania w Niderlandach. Metodą miedziorytów wydał pierwsze swoje dzieło ilustrowane pt. Anatomia Valverda. W jego oficynie, wyposażonej w 16 pras, pracowali wybitni uczeni na stanowiskach doradców i korektorów m.in. Justus Lipsius czy Abraham Ortelius. W 1575 roku zatrudniał 146 osób, w tym 73 czeladników, 5 korektorów, 24 składaczy i 39 preserów. Posiadał również księgarnie i ich filie w zachodniej Europie i w Skandynawii.
Na przestrzeni 34 lat spod pras drukarni Plantina wyszło 1500 tytułów o dużej wartości typograficznej. Wysoką jakością wyróżniały się przede wszystkim druki liturgiczne: mszały, brewiarze, antyfonarze i modlitewniki. By zapewnić sobie zwrot kosztów wydawniczych, otrzymał od króla hiszpańskiego Filipa II oraz od stolicy apostolskiej przywilej na drukowanie druków liturgicznych w Hiszpanii i Niderlandach. Owocem tego było wydanie w latach 1569–1573 największego jego dzieła Poligloty antwerpskiej znanej również jako Biblia Regia (królewska) lub Biblia Plantiniana. Nad Biblią pracowało przez pięć lat ponad 40 osób, uczonych artystów i drukarzy. Została wydana w czterech językach: hebrajskim, aramejskim, greckim i syryjskim. Trzynaście egzemplarzy i brewiarz zostało wydanych na pergaminie specjalnie dla króla Filipa.
Na kartach tytułowych druków z oficyny Plantina umieszczano sygnet przedstawiający w ozdobnym kartuszu rękę z cyrklem z wijącą się wstęga z dewizą Plantina Labore et constantia (pracą i wytrwałością).
Po śmierci Plantina firmę przejął Jan Moretus, a w XVII wieku miedziorytów dostarczali firmie między innymi tak sławni artyści, jak Rubens i Rembrandt. Oficyna pod nazwą Plantiniana-Moretusa istniała do 1876 roku, kiedy to w budynku drukarni otworzono muzeum książki i drukarstwa o tej samej nazwie.